# Megaselia tamilnaduensis
Megaselia tamilnaduensis is een vliegensoort uit de familie van de bochelvliegen (Phoridae). De wetenschappelijke naam van de soort is voor het eerst geldig gepubliceerd in 1996 door Disney in Mohan, Mohan & Disney.